# A Painted House
A Painted House: Một ngôi nhà sơn là một bộ phim truyền hình nổi tiếng của đạo diễn Alfonso Arau dựa trên cuốn tiểu thuyết cùng tên của John Grisham, công chiếu ngày 27/4/2003.